# 鍾承翰
鍾承翰（1983年7月7日—），台灣男演員。

## 電視劇
| 首播年份 | 播出頻道               | 劇名                       | 角色         |
| 2012年   | 台視                   | 《陽光正藍》               | 溫天浩       |
| 2013年   | 公視                   | 《刺蝟男孩》               | 夏俊翔       |
| 2014年   | 台視、八大綜合台       | 《徵婚啟事》               | 何仲文       |
| 2015年   | 公視                   | 《一把青》                 | 顧肇鈞       |
| 2016年   | 中視                   | 《來自未來的史密特》       | 廖宇軒(Will) |
| 2016年   | TVBS歡樂台             | 《在一起，就好》           | 杜偉霆       |
| 2017年   | 台視、八大綜合台、公視 | 《植劇場－五味八珍的歲月》 | 王孤夏       |
| 2017年   | 台視、三立都會台       | 《已讀不回的戀人》         | 馮影         |
| 2019年   | 華視、中天娛樂台       | 《最佳利益》               | 陳博昀       |
| 2021年   | Netflix                | 《華燈初上》               | 凱文         |
| 2022年   | 公視、Netflix          | 《媽，別鬧了！》           | 賈國輝       |
| 2023年   | 公視、八大戲劇台       | 《最佳利益2－決戰利益》    | 陳博昀       |
| 2023年   | 公視、八大戲劇台       | 《最佳利益3－最終利益》    | 陳博昀       |
| 2023年   | 東森戲劇台、TVBS歡樂台 | 《W劇場：因為你如此耀眼》  | 張照勛       |
| 2024年   | 公視                   | 《不夠善良的我們》         | 同事         |
| 2024年   | 華視、公視台語台       | 《無罪推定》               | 陳至謙       |
| 2025年   | 華視、公視台語台       | 《火車來去》               | 黃武雄       |
| 2025年   | 公視、Netflix          | 《死了一個娛樂女記者之後》 | 郭柏伸       |
| 2025年   | Netflix                | 《忘了我記得》             | Jason        |
| 2025年   | 《看看你有多愛我》     |                            |              |
| 2026年   | 大愛電視台             | 《他的靈魂與他的書店》     |              |

### 電視電影
| 日期   | 頻道       | 劇名                                              | 角色 |
| 2016年 | 衛視電影台 | 《台北愛情捷運系列電影》中正紀念堂站—傻瓜與睡美人 | 李峰 |

## 電影
| 年份   | 劇名         | 角色   |
| 2013年 | 《在一起》   | 前男友 |
| 2014年 | 《想飛》     | 沈智超 |
| 2020年 | 《你的情歌》 | 前男友 |
| 2023年 | 《詐團圓》   | 莊成興 |

## 音樂錄影帶
| 年份   | 歌手   | 歌曲         |
| 2007年 | 張學友 | 在你身邊     |
| 2007年 | 張靚穎 | 我們說好的   |
| 2009年 | 梁文音 | 親愛的是我   |
| 2010年 | 蕭亞軒 | 狂想曲       |
| 2011年 | 安心亞 | 我可以很勇敢 |
| 2012年 | 范瑋琪 | 最親愛的你   |
| 2013年 | 家家   | 塵埃         |
| 2014年 | 楊丞琳 | 失憶的金魚   |
| 2019年 | 郁可唯 | 十年如一日   |
| 2021年 | 大淵   | 迪士淵       |
| 2025年 | 陶喆   | 陪你         |

## 獎項紀錄
| 年份   | 頒獎典禮     | 獎項             | 影片         | 角色   | 結果 |
| ------ | ------------ | ---------------- | ------------ | ------ | ---- |
| 2014年 | 第49屆金鐘獎 | 戲劇節目男主角獎 | 《刺蝟男孩》 | 夏俊翔 | 提名 |